# 27 до н. е.

## Події
- 14 січня — В урочистій обстановці Октавіан склав з себе надзвичайні повноваження і оголосив про відновлення Римської республіки
- 16 січня — Октавіану присвоюють титул Август.
- Консульство Августва (6-е) і Агріппи (3-е).
- Заснування преторіанської гвардії: 9 когорт по 500 осіб.
- Остаточне підпорядкування Августом племен Північно-Західної Іспанії, Астурії та Кантабрії.

## Народились
- Лю Сінь — імператор династії Хань у 7—1 роках до н. е. (храмове ім'я Ай-ді).

## Померли
- Марк Теренцій Варрон — римський вчений-енциклопедист і письменник.